# صموئيل أغسطس ميتشيل
صموئيل أغسطس ميتشيل (بالإنجليزية: Samuel Augustus Mitchell)‏ هو جغرافي أمريكي، ولد في 20 مارس 1790 في بريستول في الولايات المتحدة، وتوفي في 20 ديسمبر 1868 في فيلادلفيا في الولايات المتحدة.